# 哥巴斯里南
拿督斯里哥巴斯里南（1943年8月16日—2023年1月29日）是马来西亚法律界闻人，杰出的律师，曾担任上诉庭和联邦法院法官，期间曾发出800多项判决，视为马来西亚和英联邦法院的主要法律权威和先驱。曾任一个马来西亚发展有限公司丑闻（1MDB）主控官。2023年1月29日去世，享年79岁。
2022年3月22日，哥巴斯里南认为，纳吉律师团提出的问题无关紧要，要求纳吉代表律师们做得更好，以节省庭审时间。